# Abaliella samoana
Abaliella samoana är en spindeldjursart som först beskrevs av Kraepelin 1897.  Abaliella samoana ingår i släktet Abaliella och familjen Thelyphonidae. Inga underarter finns listade i Catalogue of Life.